# Audentity
Audentity is het vijftiende muziekalbum van de Duitse specialist op het gebied van elektronische muziek Klaus Schulze. Het is opgenomen in de eigen studio van Schulze in Hambühren.

## Musici
- Klaus Schulze – elektronica
- Michael Shrieve – slagwerk
- Wolfgang Tiepold – cello
- Rainer Bloss – geluidseffecten en klokkenspel.

Schulze kent Shrieve uit de superband Go.

## Composities
- CD1

1. Cellistica (24:31)
2. Spielglocken (21:24)
3. Sebastian im Traum (28:21)

- CD2

1. Tango-Saty (5:47)
2. Amourage (10:37)
3. Opheylissem (5:11)
4. Gem
  1. Gem (11:41)
  2. Tiptoe on the misty mountain tops (14:43)
  3. Sink or swim (10:02)
  4. At the angle of an angel (15:44)
  5. Of white nights (6:00)

Gem is de bonustitel op de geremasterde versie van het album uit 2005. Het is een protoversie van de soundtrack voor de film Next of Kin uit 1982. Een aantal fragmenten uit deze versie is uiteindelijk ook in de uiteindelijke versie terechtgekomen.